# Olga Murray
Olga Murray (n. 1 iunie 1925, Satu Mare, România – d. 20 februarie 2024, Sausalito, California, SUA) a fost o juristă născută în România, fondatoare și președintă a Fundației pentru Tineret din Nepal (NYF), o organizație nonprofit din S.U.A., care oferă educație, îngrijire medicală, și locuințe pentru copiii defavorizați din Nepal.